# مادلين تومبكينز
مادلين تومبكينز (بالإنجليزية: Madeline Tompkins)‏ هي طيارة أمريكية، ولدت في 14 فبراير 1952.